# Seth Williams
Pour les articles homonymes, voir Williams.
Seth Williams (22 mars 1822 - 23 mars 1866) était un militaire américain qui a servi comme adjudant-général adjoint dans l'Union dans l'Armée du Potomac pendant la guerre de sécession.
Proche ami du général George McClellan, il participa notamment à la victoire à la bataille de Gettysburg en 1863, à l'Overland Campaign en 1864 et à la campagne d'Appomattox (il fut d'ailleurs présent lors de la reddition de Lee) en 1865 mais meurt d'une maladie cérébrale en 1866.

## Jeunesse
Williams est né à Augusta, dans le Maine. Il est diplômé de l'Académie militaire de West Point en 1842, 23e d'une classe de 56. Il a servi comme aide de camp du général Robert Patterson pendant la guerre américano-mexicaine avec le grade de second-lieutenant. Williams a reçu un brevet au grade de capitaine pour sa conduite à la bataille de Cerro Gordo en tant que premier lieutenant. Il a été adjudant à West Point de 1850 à 1853 avant de passer au bureau de l'adjudant général à Washington DC.

## Guerre de sécession

### Début de la guerre
Il fut garçon d'honneur au mariage de George McClellan à New York le 22 mai 1860.
Williams fut promu au grade de major en août 1861 et de lieutenant-colonel le 7 juillet 1862. Le 28 septembre 1861, le président Abraham Lincoln nomma Williams brigadier-général des volontaires, à partir du 23 septembre 1861. Le président |Lincoln nomma Williams pour la promotion le 21 décembre 1861 et le Sénat américain confirma la nomination le 17 juillet 1862.
Seth Williams a servi comme adjudant-général adjoint de son ami, le major-général George B. McClellan dans le département de l'Ohio à l'été 1861. Du 20 août 1861 à mars 1864, Williams était adjudant-général adjoint de l'armée du Potomac, responsable de la rédaction courante des ordonnances, de la correspondance et des rapports. McClellan l'a nommé à ce poste après avoir demandé sans succès l'affectation au major-général de l'Union Fitz John Porter. McClellan et Williams sont devenus amis pendant leur service ensemble.

### Bataille de Gettysburg
En 1863, il fut présent à la victoire à la bataille de Gettysburg et a été appelé devant le Comité mixte du Congrès des États-Unis sur la conduite de la guerre pour témoigner de la bataille de Gettysburg. Le témoignage de Williams a été particulièrement utile à la réputation du général George G. Meade. Williams a d'ailleurs reçu le brevet de colonel pour ses services à la bataille de Gettysburg.
Williams était un officier convivial et apprécié dans les quartiers duquel d'autres officiers recouraient pour la compagnie.

### Fin de la guerre et campagne d'Appomattox
Il a ensuite servi comme inspecteur général dans l'état-major du lieutenant-général Ulysses S. Grant du printemps 1864 au 9 février 1866. Lorsque Grant a décidé de recommander la reddition de son armée à Robert E. Lee pendant la campagne d'Appomattox en avril 1865, c'est Williams qui a apporté le message aux lignes confédérées. Il a également livré les conditions de Grant à l'armée confédérée et assisté à la reddition de Lee le 9 avril 1865.
Le 13 janvier 1866, le président Andrew Johnson a nommé Williams au grade de major-général des volontaires pour son service en 1863 et 1864 et le Sénat américain a confirmé la nomination le 12 mars 1866.

## Fin de vie
Bien qu'il fût prévu qu'il commence le service en tant qu'adjudant-général adjoint de la division militaire de l'Atlantique, il est tombé malade plus tard ce mois-là et est parti pour Boston au Massachusetts. Là, il mourut d'une maladie cérébrale, décrite comme une "inflammation" le 23 mars 1866. Il fut enterré au cimetière Forrest Grove d'Augusta, sa ville de naissance. Le Fort Williams à Cape Elizabeth au Maine porte son nom depuis le 13 avril 1899. Le 10 avril 1866, le président Andrew Johnson a nommé Williams à titre posthume pour une nomination au grade de brevet de général de brigade dans l'armée régulière , au rang à partir du 13 mars 1865 et le Sénat américain a confirmé la nomination le 4 mai 1866. Le 17 juillet 1866, le président Andrew Johnson a nommé Williams à titre posthume pour une nomination au grade de brevet de major général dans l'armée régulière, au rang à partir du 13 mars 1865 et le Sénat américain a confirmé la nomination en 23 juillet 1866.

## Dans la culture populaire
Le général Williams a été interprété par l'acteur Clarence Key dans le film réalisé par Steven Spielberg Lincoln (2012).